# Temesd
Temesd (Temeșești) település Romániában, a Partiumban, Arad megyében.

## Fekvése
Soborsin északkeleti szomszédjában fekvő település.

## Története
Temesd nevét 1479-ben említette először oklevél Themesest néven, mint Váradja vár 40. tartozékát. 1743-ban Themesestie, 1808-ban Temesesty, 1913-ban Temesd néven írták.
1851-ben Fényes Elek írta a településről: „Temesest, Arad vármegyében, 183 óhitü lakossal. Birja báró Forray Iván.” 
1910-ben 400 román görögkeleti lakosa volt.
A trianoni békeszerződés előtt Arad vármegye Máriaradnai járásához tartozott.